# Elisa Hämmerle
Elisa Hämmerle (* 10. Dezember 1995 in Lustenau) ist eine ehemalige österreichische Kunstturnerin, Olympiateilnehmerin und mehrfache Staatsmeisterin.

## Karriere
Elisa Hämmerle stieg im Alter von vier Jahren in der Turnerschaft Jahn Lustenau ins Training ein und betrieb das Kunstturnen seit 2002 als Leistungssport. Sie trainierte im Landessportzentrum Dornbirn, bis 2012 mit Trainerin Christine Frauenknecht, anschließend mit Nationaltrainer Laurens van der Hout. Sie absolvierte das Sportgymnasium Dornbirn, wo sie 2015 maturierte. Auf nationaler Ebene hielt sie 2016 bei acht Staatsmeister-Titeln im Einzel sowie bei acht weiteren Titeln bei den Mannschafts-Staatsmeisterschaften im Team der Vorarlberger Turnerschaft (VTS).

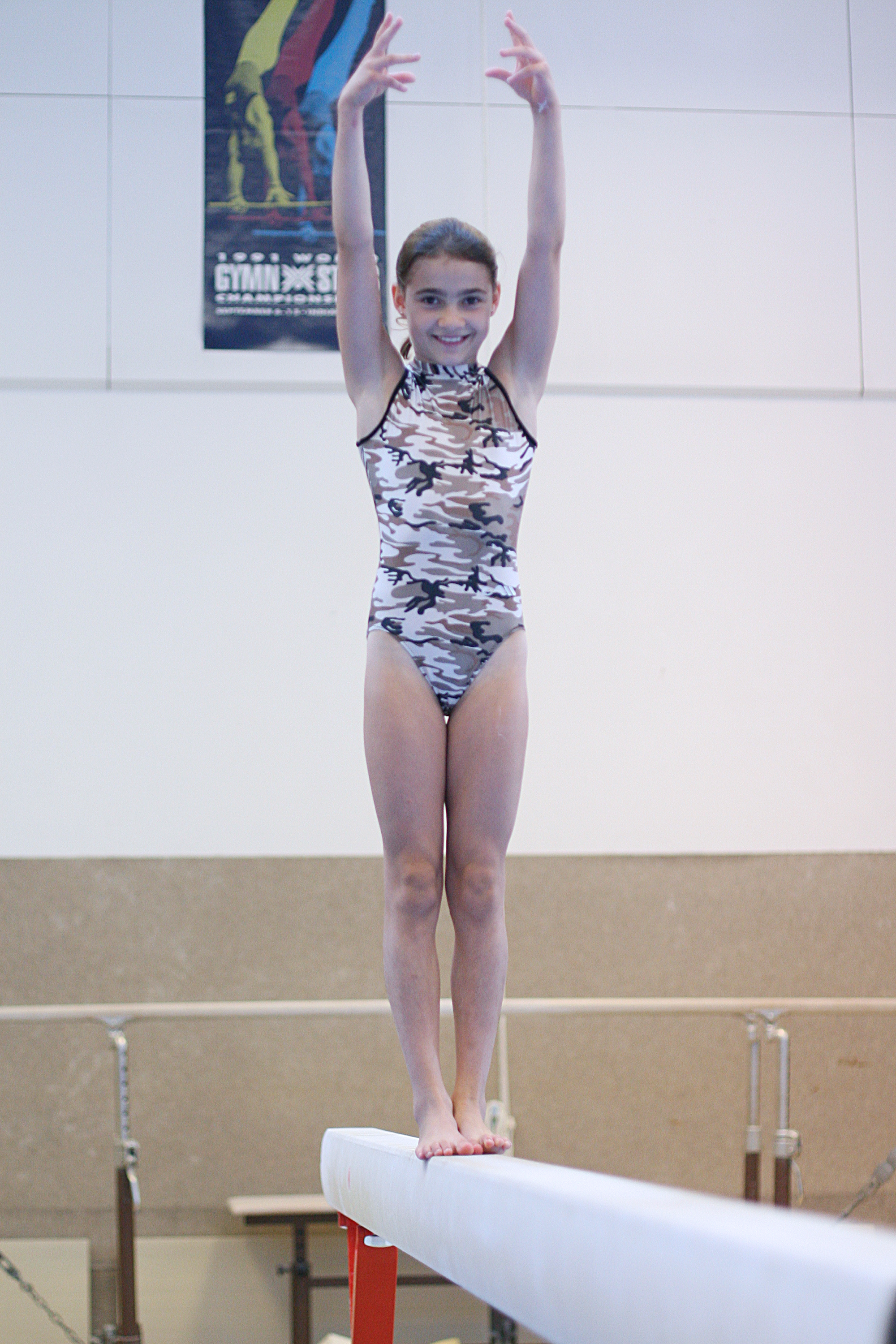
Elisa Hämmerle als 11-jährige Nachwuchsturnerin im Landessportzentrum Dornbirn

Nachdem Elisa Hämmerle bei nationalen Bewerben bereits als 14-jährige Junioren-Turnerin sehr erfolgreich war (2010 siegte sie beim Staatsmeisterschafts-Mehrkampf der Juniorinnen mit mehr als drei Punkten Vorsprung), gelang ihr bei der Juniorinnen-EM 2010 die Qualifikation für erste Auflage von Jugend-Olympia. Sie erreichte das Mehrkampf-Finale der besten 18 und belegte als sechstbeste Europäerin Rang 12. Bei den Europameisterschaften 2013 in Moskau qualifizierte sie sich ebenso wie die Oberösterreicherin Lisa Ecker für das Mehrkampffinale der besten 24 Turnerinnen und belegte nach zwei Stürzen am Balken den 23. Rang. Erst einmal zuvor (Carina Hasenöhrl 2005) hatten österreichische Kunstturnerinnen eine Final-Qualifikation erreicht. Bis 2016 war Elisa Hämmerle bei vier Europameisterschaften und vier Weltmeisterschaften im Einsatz.
Als Legionärin in der Deutschen Turn-Bundesliga gelang ihr 2015 mit ihrem Team der Eintracht Frankfurt der Aufstieg von der zweiten in die erste Liga.
Ein Karriere-Ziel von Elisa Hämmerle war die Qualifikation für die Olympischen Sommerspiele 2016 in Rio. Österreich stand ein Startplatz (Quoten-Platz) zur Verfügung, der beim Olympic Test Event in Rio de Janeiro im April 2016 vergeben wurde. Elisa Hämmerle erlitt aber beim Podiumstraining des Test-Events eine Achillessehnenverletzung und konnte somit die Qualifikation nicht wahrnehmen.
Bei den Staatsmeisterschaften 2017 im Mattersburg gelang ihr ein Comeback; sie turnte zwar keinen Mehrkampf, trat aber am Gerät Stufenbarren an und siegte im Finale. Weitere zwei Einzeltitel (Stufenbarren und Balken) gewann sie bei der Staatsmeisterschaft 2018 in Wolfurt.

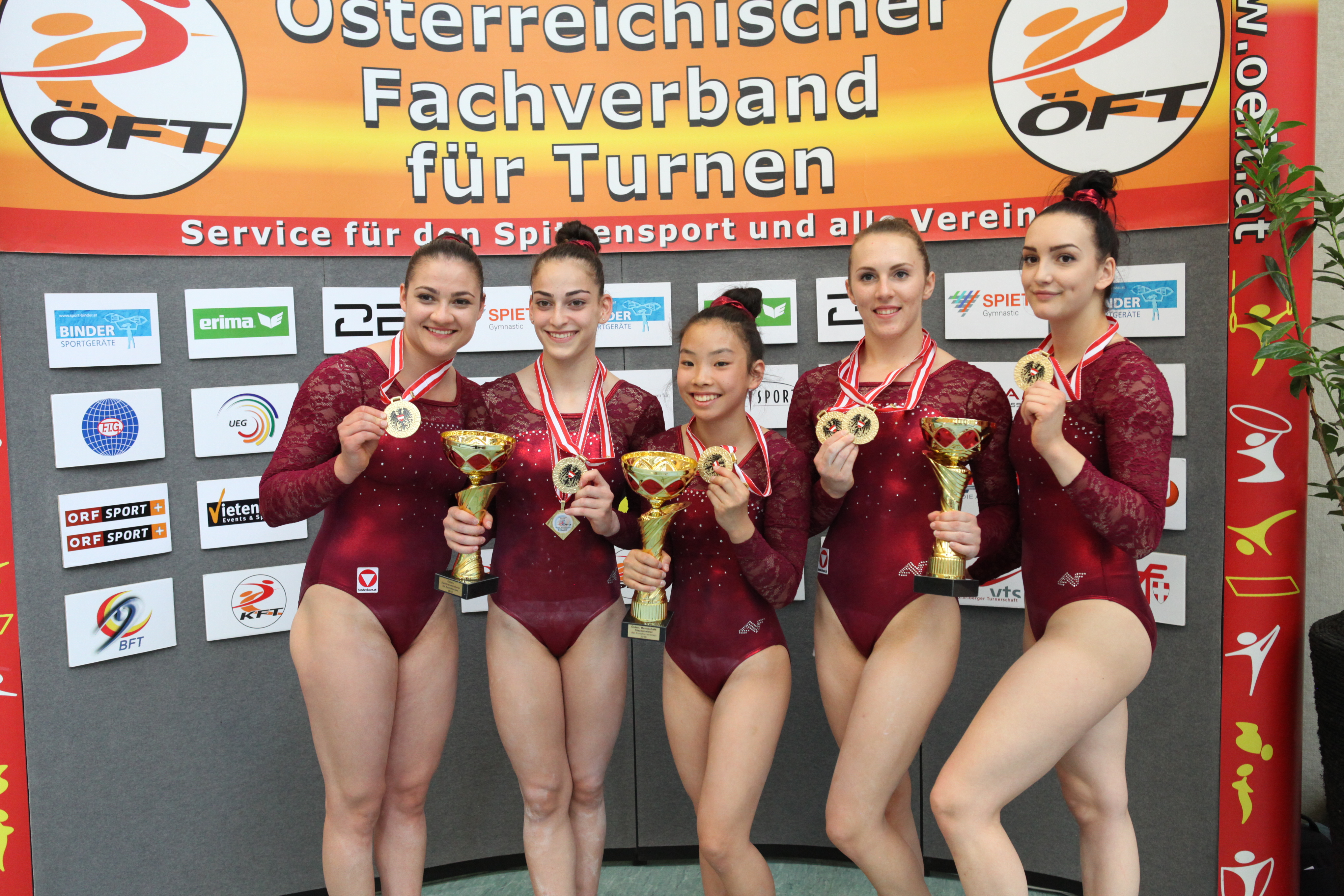
Mannschafts-Staatsmeisterinnen Elisa Hämmerle, Ceren Kaya, Linda Chai, Marlies Männersdorfer und Tamara Stadelmann (von links) für die Vorarlberger Turnerschaft 2018 in Wolfurt

Als beste Österreicherin bei der WM 2019 in Stuttgart gelang der damals 23-Jährigen die Olympiaqualifikation für Olympia 2020 in Tokio. Beim Olympiamehrkampf musste sie nach Fehlern allerdings am Balken absteigen und am Sprung eine gehockte statt eine gestreckte Ausführung des Elements zeigen. Sie reihte sich im Mehrkampf somit im hinteren Teilnehmerinnenfeld ein.
Hämmerle war Sportlerin des Heeressportzentrums des Österreichischen Bundesheers und bekleidet derzeit den Dienstgrad eines Korporals.
Die Lustenauerin startete einen weiteren Anlauf für Olympia in Paris 2024 und studierte parallel Sportmanagement an der IOC-Universität in Lausanne. Als klar war, dass es sich mit der sportlichen Qualifikation für ihre zweiten Spiele nicht ausgeht, zog Hämmerle nach 22 Jahren Leistungs- und Spitzensport den Turn-Schlussstrich. Im Rahmen der österreichischen Staatsmeisterschaft 2024 in Dornbirn gab sie ihren Rücktritt bekannt.

## Sportliche Erfolge
- 2007/2008/2009: Mannschafts-Staatsmeisterin im Team der VTS
- 2010: Mannschafts-Staatsmeisterin im Team der VTS, Juniorinnen-EM-Teilnahme mit Rang 14. Daraus resultierte die Qualifikation für die ersten Olympischen Jugendspiele in Singapur. Rang 12 im Mehrkampf-Finale in Singapur
- 2011: Mannschafts-Staatsmeisterin im Team der VTS, Teilnahme an der EM in Berlin, WM-Teilnahme in Tokio, FIG-Challenger-Cup-Gesamtneunte 2011 am Boden. Bei den Einzel-Staatsmeisterschaften in Mattersburg erster Einsatz in der Elite-Klasse, Staatsmeisterin im Vierkampf sowie an den Geräten Balken und Boden
- 2012: Mannschafts-Staatsmeisterin im Team der VTS,  EM-Teilnahme in Brüssel, Staatsmeisterin am Stufenbarren und Boden
- 2013:  WM-Teilnahme in Antwerpen, bei der EM in Moskau Qualifikation für das Mehrkampf-Finale, Staatsmeisterin am Sprung
- 2014: Mannschafts-Staatsmeisterin im Team der VTS,  WM-Teilnahme in Nanning und  EM-Teilnahme in Sofia, World-Challenge-Cup Silber und Bronze in Anadia 2014, Staatsmeisterin am Balken und Sprung
- 2015:  WM-Teilnahme in Glasgow: als 47. im Mehrkampf beste Österreicherin, persönlicher Punkterekord (53,431)
- 2016: Mannschafts-Staatsmeisterin im Team der VTS, Bronze im Balken-Finale des Kunstturn-Weltcups in Baku. Achillessehnenverletzung am 17. April beim Olympic Test Event in Rio de Janeiro
- 2017: Staatsmeisterin am Stufenbarren bei der ÖM in Mattersburg
- 2018: Mannschafts-Staatsmeisterin im Team der VTS, Staatsmeisterin am Stufenbarren und Balken bei der ÖM in Wolfurt. World-Challenge Bronze am Balken beim Weltcup in Szombathely (Ungarn)[3]
- 2019: Bei der WM in Stuttgart sicherte sie sich den 14. der insgesamt 20 Einzel-Mehrkampf-Startplätze für Olympia in Tokio 2020

## Auszeichnungen (Auswahl)
- 2019 und 2020: Sportlerin des Jahres des Österreichischen Fachverbandes für Turnen (ÖFT)[4]